# Luan (mythologie)
Pour les articles homonymes, voir Luan.
Le Luan (chinois simplifié : 鸾 ; chinois traditionnel : 鸞 ; pinyin : luán ; Wade : luan²), également connu sous le nom de luanniao (chinois simplifié : 鸾鸟 ; chinois traditionnel : 鸞鳥 ; pinyin : luánniao ; litt. « Oiseau Luan »), est un oiseau présent dans la mythologie chinoise. Ce nom est parfois réservé aux mâles, tandis que les femelles sont désignées sous le nom de Jīnjī (chinois : 金雞|« poule dorée »).
Le luan est parfois assimilé au simurgh par des sinologues occidentaux lorsqu’ils traduisent le terme chinois luan. Cependant, ces deux créatures ne désignent pas le même oiseau,, ce qui en fait une traduction incorrecte du terme. De même, il est parfois improprement  traduit par rokh ou phénix.
Le luan fait partie des oiseaux qui ont été divinisés dans la Chine ancienne. Il est parfois confondu avec le fenghuang par des chercheurs occidentaux.

## Apparence

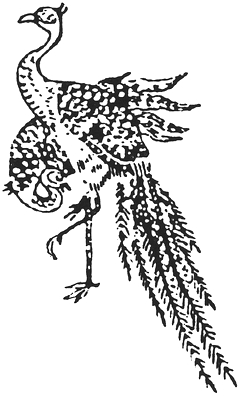
Illustration du Ran, dans le Wakan sansai zue.

Les chapitres 7 et 16 du Classique des montagnes et des mers décrivent le luan comme habitant des régions paradisiaques où il chante spontanément. Au chapitre 11, ses caractéristiques rappellent celles du fenghuang. On dit qu’il piétine des serpents tout en portant l’un d’eux sur sa poitrine. Dans d’autres sections, il est mentionné qu’il transporte un bouclier.
Dans ce même document, le luan est décrit comme l’un des trois oiseaux aux cinq couleurs, avec les oiseaux huang et feng. Le luan chanterait tandis que le feng danserait pour l’accompagner.
Le Shuowen Jiezi décrit le luan comme serait né de la semence de Chìdì. Il serait doté d’un beau plumage rouge avec des marques ornées de cinq couleurs. Son corps aurait la forme de celle d’un galinacé. Il chante selon les cinq tons standards et apparaît lorsque des hymnes de louange sont chantés en l’honneur des dirigeants. Le luan est également décrit comme étant « l’essence des oiseaux divins ». Le Sancai Tuhui affirme qu’il serait d’ailleurs, issu de la transformation d’un esprit divin. À l’époque des Six Dynasties, le luan était associé à la Reine Mère de l’Ouest.
Dans son encyclopédie sino-japonaise Wakan Sansai Zue publiée au cours de l’époque Edo, l’auteur Terajima Ryōan ajoute une entrée consacrée au luan qu’il identifie comme un oiseau réé. Désigné en japonais sous le nom de ran, il en donne une définition plus terre à terre. Il est fit que grâce à la viscosité du sang de l’oiseau, celui-ci pouvait être utilisé comme adhésif pour fixer les cordes d’instruments de musique.

## Origine

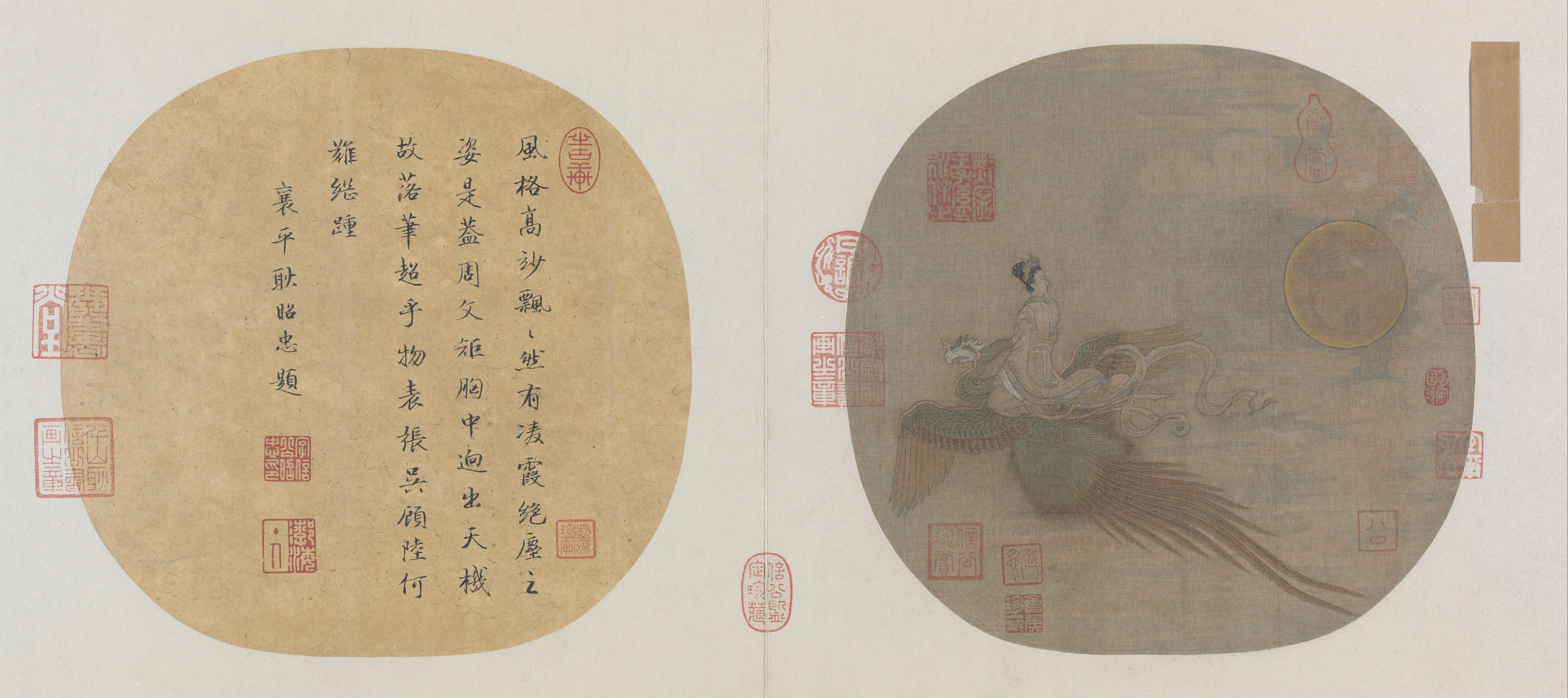
Immortelle féminine chevauchant un luan, Dynastie Song.

Il a été suggéré que les origines du luan pourraient être inspiré de volatiles galiformes tel que l’argus géant, du paon ou encore du faisan doré.

## Signification
À l’instar du fenghuang, l’apparition d’un luan est un présage de paix. Une légende ancienne, datant probablement de la période des Royaumes combattants, raconte que le luan fut présenté comme tribut par des tribus du nord-ouest au Roi Cheng des Zhou en signe de soumission à sa vertu.